# トニー・サンティラン
- トニー・サンティリャン

アントニオ・C・サンティラン（Antonio C. Santillan ,1997年4月15日 - ）は、アメリカ合衆国テキサス州フォートワース出身のプロ野球選手（投手）。右投右打。MLBのシンシナティ・レッズ所属。

## 経歴
2015年のMLBドラフト2巡目（全体49位）でシンシナティ・レッズに指名されてプロ入り。プロ入り後はルーキー級のアリゾナリーグ・レッズでプロデビューを果たした。この年は0勝2敗、防御率5.03の成績を残した。
2016年はルーキー+級のビリングス・マスタングスとA級のデイトン・ドラゴンズでプレーした。2チームの合計で15試合に先発して3勝3敗、防御率5.19を記録した。
2017年もデイトン・ドラゴンズでプレーした。24試合の先発で9勝8敗、防御率3.38の成績を残した。
2018年はA+級のデイトナ・トーテュガスで開幕を迎え、シーズン中にペンサコーラブルーワフーズに昇格した。2チーム合計で26試合に先発し、10勝7敗、防御率3.08の成績を残した。
2019年はAA級のチャタヌーガ・ルックアウツでプレーし、21試合の先発で2勝8敗、防御率4.84だった。シーズン終了後にロースターに追加された。
2020年は、新型コロナウイルスの影響でマイナーリーグの試合が開催されなかったため、プレーしなかった。
2021年6月12日にメジャーに昇格して、翌日のコロラド・ロッキーズ戦でメジャーデビューを果たした。

## 詳細情報

### 年度別投手成績
| 年 度    | 球 団    | 登 板 | 先 発 | 完 投 | 完 封 | 無 四 球 | 勝 利 | 敗 戦 | セ 丨 ブ | ホ 丨 ル ド | 勝 率 | 打 者 | 投 球 回 | 被 安 打 | 被 本 塁 打 | 与 四 球 | 敬 遠 | 与 死 球 | 奪 三 振 | 暴 投 | ボ 丨 ク | 失 点 | 自 責 点 | 防 御 率 | W H I P |
| -------- | -------- | ----- | ----- | ----- | ----- | -------- | ----- | ----- | -------- | ----------- | ----- | ----- | -------- | -------- | ----------- | -------- | ----- | -------- | -------- | ----- | -------- | ----- | -------- | -------- | ------- |
| 2021     | CIN      | 26    | 4     | 0     | 0     | 0        | 1     | 3     | 0        | 0           | .250  | 190   | 43.1     | 34       | 7           | 21       | 0     | 7        | 56       | 1     | 0        | 15    | 14       | 2.91     | 1.27    |
| 2022     | CIN      | 21    | 0     | 0     | 0     | 0        | 0     | 1     | 4        | 6           | .000  | 96    | 19.2     | 23       | 1           | 12       | 1     | 4        | 21       | 4     | 0        | 14    | 12       | 5.49     | 1.78    |
| MLB：2年 | MLB：2年 | 47    | 4     | 0     | 0     | 0        | 1     | 4     | 4        | 6           | .200  | 286   | 63.0     | 57       | 8           | 33       | 1     | 11       | 77       | 5     | 0        | 29    | 26       | 3.71     | 1.43    |

- 2022年度シーズン終了時

### 背番号
- 64（2021年 - ）